# (183182) Weinheim
(183182) Weinheim est un astéroïde de la ceinture principale aréocroiseur.

## Description
(183182) Weinheim est un astéroïde de la ceinture principale aréocroiseur. Il présente une orbite caractérisée par un demi-grand axe de 2,43 UA, une excentricité de 0,32 et une inclinaison de 6,9° par rapport à l'écliptique.

## Compléments